# Miss Europa

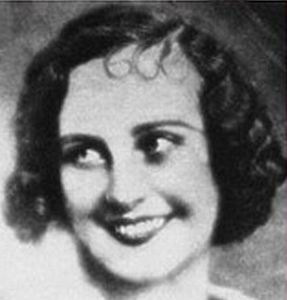
Tatiana Maslova - Miss Rússia 1933 e Miss Europa 1933

O Miss Europa é um concurso de beleza fundado em 1927 (alguns afirmam que foi em 1928 ou em 1929) pelo jornalista francês [de Waleffe|Maurice de Waleffe], do qual participam apenas representantes de países da Europa. Muitas das concorrentes antes representaram seus países no Miss Mundo, Miss Universo e Miss Internacional, entre outros concursos.
A atual Miss Europa é Andrea De Las Heras da Espanha. Ela foi eleita em Cannes, França, no dia 17 de maio de 2019.

## História
Ao longo do tempo, o Miss Europa teve vários donos, sendo atualmente produzido pela Endemol França. Ele foi interrompido durante a Segunda Guerra Mundial, entre os anos de 1939 e 1947, voltando a ser realizado em 1948, e em alguns outros anos. Também não ocorreu entre 2007 e 2015. 
A primeira edição (1927) foi vencida por Štefica Vidačić, da Iugoslávia.

### Donos
- Maurice de Waleffe: de 1927 até 1938
- Mr. Zeigler  (do Moulin Rouge) e Claude Berr: de 1948 a 2002
- Endemol France: de 2003 até hoje (maio de 2019)

### Não realizado em
De 1939 a 1947, 1975, 1977, 1979, 1983, 1986, 1987, 1989, 1990, 1998, 2000, 2004 e de 2007 a 2015. 

## Vencedoras
| Ano       | Vencedora                               | País             | Cidade e país anfitriões                  |
| --------- | --------------------------------------- | ---------------- | ----------------------------------------- |
| 1927      | Štefica Vidačić                         | Iugoslávia       | Viena, Áustria                            |
| 1928      | Não realizado                           | Não realizado    | Não realizado                             |
| 1929      | Erzsébet (Böske) Simon                  | Hungria          | Paris, França                             |
| 1930      | Aliki Diplearakos                       | Grécia           | Paris, França                             |
| 1931      | Jeanne Juilla                           | França           | Paris, França                             |
| 1932      | Åse Clausen                             | Dinamarca        | Niza, França                              |
| 1933      | Tatiana Maslova                         | Russia           | Madrid, Espanha                           |
| 1934      | Ester Toivonen                          | Finlândia        | Hastings, Reino Unido                     |
| 1935      | Alicia Navarro Cambronero               | Espanha          | Torquay, Reino Unido                      |
| 1936      | Antonia Arquès                          | Espanha          | Túnis, Tunísia                            |
| 1937      | Britta Wikström                         | Finlândia        | Argel, Argélia                            |
| 1938      | Sirkka Salonen                          | Finlândia        | Copenhague, Dinamarca                     |
| 1939–1947 | Não realizado                           | Não realizado    | Não realizado                             |
| 1948      | Jacqueline Donny                        | França           | Enghien-les-Bains, França                 |
| 1949      | Juliette Figueras                       | Françã           | Palermo, Itália                           |
| 1950      | Hanni Schall                            | Áustria          | Rímini, Itália                            |
| 1951      | Não realizado                           | Não realizado    | Não realizado                             |
| 1952      | Günseli Başar                           | Turquia          | Nápoles, Itália                           |
| 1953      | Eloisa Cianni                           | Itália           | Istambul, Turquia                         |
| 1954      | Christel Schaack                        | Alemanha         | Vichy, França                             |
| 1954      | Danièle Gerault                         | França           | Vichy, França                             |
| 1955      | Inga-Britt Söderberg                    | Finlândia        | Helsinki, Finlândia                       |
| 1956      | Margit Nünke                            | Alemanha         | Estocolmo, Suécia                         |
| 1957      | Corine Spier-Rottschäfer                | Holanda          | Baden-Baden, Alemanha                     |
| 1958      | Johanna (Hanni) Ehrenstrasser           | Áustria          | Istambul, Turquia                         |
| 1959      | Christine Spatzier                      | Áustria          | Palermo, Itália                           |
| 1960      | Anna Ranalli                            | Itália           | Beirute, Líbano                           |
| 1961      | Ingrun Helgard Möckel                   | Alemanha         | Beirute, Líbano                           |
| 1962      | Maruja García Nicoláu                   | Espanha          | Beirute, Líbano                           |
| 1963      | Mette Stenstad                          | Noruega          | Beirute, Líbano                           |
| 1964      | Elly Konie Koot                         | Holanda          | Beirute, Líbano                           |
| 1965      | Juliana Herm                            | Alemanha         | Niza, França                              |
| 1966      | Maria Dornier                           | França           | Niza, França                              |
| 1967      | Francisca (Paquita) Torres Pérez        | Espanha          | Niza, França                              |
| 1968      | Leena Marketta Brusiin                  | Finlândia        | Kinshasa, República Democrática del Congo |
| 1969      | Sasa Zajc                               | Iugoslávia       | Rabat, Marrocos                           |
| 1970      | Noelia Alfonso Cabrera                  | Espanha          | El Pireo, Grécia                          |
| 1971      | Filiz Vural                             | Turquía          | Túnis, Tunísia                            |
| 1972      | Monika Sarp                             | Alemanha         | Estoril, Portugal                         |
| 1973      | Anke Maria Groot                        | Holanda          | Kitzbühel, Áustria                        |
| 1974      | María Isabel (Maribel) Lorenzo Saavedra | Espanha          | Viena, Áustria                            |
| 1975      | Não realizado                           | Não realizado    | Não realizado                             |
| 1976      | Riitta Inkeri Väisänen                  | Finlândia        | Rodes, Grécia                             |
| 1977      | Não realizado                           | Não realizado    | Não realizado                             |
| 1978      | Eva Maria Düringer                      | Áustria          | Helsinki, Finlândia                       |
| 1979      | Não realizado                           | Não realizado    | Não realizado                             |
| 1980      | Karin Zorn                              | Áustria          | Puerto de la Cruz, Espanha                |
| 1981      | Anne Mette Larsen                       | Dinamarca        | Birmingham, Inglaterra                    |
| 1982      | Nazli Deniz Kuruoğlu                    | Turquia          | Istambul, Turquia                         |
| 1983      | Não realizado                           | Não realizado    | Não realizado                             |
| 1984      | Neşe Erberk                             | Turquia          | Bad Gastein, Áustria                      |
| 1985      | Juncal Rivero Fadrique                  | Espanha          | Mainz, Alemanha                           |
| 1986–1987 | Não realizado                           | Não realizado    | Não realizado                             |
| 1988      | Michela Rocco di Torrepadula            | Itália           | Ragusa, Itália                            |
| 1989–1990 | Não realizado                           | Não realizado    | Não realizado                             |
| 1991      | Susanne Petry                           | Alemanha         | Dakar, Senegal                            |
| 1991      | Katerina Michalopoulou                  | Grécia           | Dakar, Senegal                            |
| 1992      | Marina Tsintikidou                      | Grécia           | Atenas, Grécia                            |
| 1993      | Arzum Onan                              | Turquia          | Istambul, Turquia                         |
| 1994      | Lilach Ben-Simon                        | Israel           | Istambul, Turquia                         |
| 1995      | Monika Žídková                          | República Tcheca | Istambul, Turquia                         |
| 1996      | Marie-Claire Harrison                   | Inglaterra       | Tirana, Albânia                           |
| 1997      | Isabelle Darras                         | Grécia           | Grécia                                    |
| 1998      | Não realizado                           | Não realizado    | Não realizado                             |
| 1999      | Yelena Rogozhina                        | Russia           | Beirute, Líbano                           |
| 2000      | Não realizado                           | Não realizado    | Não realizado                             |
| 2001      | Elodie Gossuin                          | França           | Beirute, Líbano                           |
| 2002      | Svetlana Koroleva                       | Russia           | Beirute, Líbano                           |
| 2003      | Zsuzsanna Laky                          | Hungria          | Nogent-sur-Marne, França                  |
| 2004      | Não realizado                           | Não realizado    | Não realizado                             |
| 2005      | Shermine Shahrivar                      | Alemanha         | Paris, França                             |
| 2006      | Alexandra Rosenfeld                     | França           | Kiev, Ucrânia                             |
| 2007–2015 | Não realizado                           | Não realizado    | Não realizado                             |
| 2016      | Diana Starkova                          | França           | Beirute, Líbano                           |
| 2017      | Diana Kubasova                          | Letônia          | Seul, Coreia do Sul                       |
| 2018      | Anna Shornikova                         | Ucrânia          | Torre Eiffel, Paris, França               |
| 2018      | Anastasiya Ammosova                     | Russia           | Torre Eiffel, Paris, França               |
| 2019      | Andrea de las Heras                     | Espanha          | Cannes, Francia                           |

## Vitórias por país
| País                           | Títulos | Ano |
| ------------------------------ | ------- | --- |
| França _______________ Espanha | 8       | 1931, 1948, 1949, 1954, 1966, 2001, 2006, 2016 _______________________________________ 1935, 1936, 1962, 1967, 1970, 1974, 1985, 2019 |
| Alemania                       | 7       | 1954, 1956, 1961, 1965, 1972, 1991, 2005                                                                                              |
| Finlândia                      | 6       | 1934, 1937, 1938, 1955, 1968, 1976 |
| Turquia                        | 5       | 1952, 1971, 1982, 1984, 1993 |
| Áustria                        | 5       | 1950, 1958, 1959, 1978, 1980 |
| Rússia                         | 4       | 1933, 1999, 2002, 2018 |
| Grécia                         | 4       | 1930, 1991, 1992, 1997 |
| Itália                         | 3       | 1953, 1960, 1988 |
| Holanda                        | 3       | 1957, 1964, 1973 |
| Hungria                        | 2       | 1929, 2003 |
| Dinamarca                      | 2       | 1932, 1981 |
| Suíça                          | 2       | 1928, 1951 |
| Líbano                         | 1       | 2019 |
| Ucrânia                        | 1       | 2018 |
| Letônia                        | 1       | 2017 |
| Inglaterra                     | 1       | 1996 |
| República Tcheca               | 1       | 1995 |
| Israel                         | 1       | 1994 |
| Iugoslávia                     | 1       | 1969 |
| Noruega                        | 1       | 1963 |

## Vencedoras notórias
1927: Štefica Vidačić foi a primeira Miss Europa, eleita em 1927. Ela era da extinta Iugoslávia. 
1929: Erzsébet (Böske) Simon foi a primeira Miss Hungria da história. De origem húngaro-judia, ela foi vítima de ataques antissemitas após sua vitória. 
1934: Ester Toivonen, da Finlândia, tornou-se uma estrela de cinema. 
1936: Antonia Arquès, da Espanha, foi a primeira miss a dar a seu país uma vitória consecutiva. Ela havia sido precedida, em 1935, pela também espanhola Alicia Navarro.
1953: Eloisa Cianni, da Itália, tornou-se atriz, tendo participado de mais de 15 filmes. 
1956: Margit Nünke, da Alemanha, já tinha ficado em 4º lugar no Miss Universo 1955. 
1957: Corine Spier-Rottschäfer, da Holanda, posteriormente venceu o Miss Mundo 1959. 
1971: Filiz Vural, da Turquia, tornou-se uma conhecida desenhadora de jóias, tendo ganhado um prêmio no International Pearl Jewelry Contest em Hong Kong em 2005. 
1973: Anna Maria Groot, da Holanda, foi depois semifinalista no Miss Mundo 1973, onde também levou o prêmio de Miss Fotogenia. 
1976: Riitta Väisänen, da Finlândia, tornou-se atriz e apresentadora. Em 2004 e 2007 concorreu a uma vaga no Parlamento Europeu, ficando em 2º lugar na votação. 
1985: María Juncal Rivero Fadrique, da Espanha, tornou-se modelo, tendo desfilado nas Semanas de Moda de Paris e NY, apresentadora e atriz. Em 2018 anunciou que tinha comprado a franquia do Miss Espanha.  
1991: Katerina Michalopoulou, da Grécia, assumiu a coroa depois de Susane Petry, da Alemanha, perder o título. 
1993: Arzum Onan, da Turquia, tornou-se uma atriz famosa em seu país. 
2001: Élodie Gossuin, da França, foi Top 10 do Miss Universo 2001. Foi eleita Conselheira Regional em seu país nas eleições de 2003 e 2010. 

## Curiosidades
- Em 1935 e 1936 aconteceu a primeira vitória consecutiva de um país no concurso. Nos dois anos as representantes da Espanha venceram.
- Em 1936 o concurso aconteceu fora do Continente Europeu, em Túnis, na Tunísia (na época chamada Tunísia Francesa, um território francês até a independência do país africano, em 1959) pela primeira vez.
- Em 1991 a alemã Susane Petry perdeu a coroa.
- Em 1931 pela primeira vez um país venceu sendo sede. Jeanne Juilla, Miss França, venceu em Paris, na França.